# Palaeomolis issyka
Palaeomolis issyka là một loài bướm đêm thuộc phân họ Arctiinae, họ Erebidae.